# Anna-Liisa Tuuttu
Anna-Liisa Tuuttu es una deportista finlandesa que compitió en tiro con arco, en la modalidad de arco compuesto. Ganó dos medallas en el Campeonato Europeo de Tiro con Arco al Aire Libre de 2002, oro individual y plata por equipo.

## Palmarés internacional
| Campeonato Europeo al Aire Libre | Campeonato Europeo al Aire Libre | Campeonato Europeo al Aire Libre | Campeonato Europeo al Aire Libre |
| Año                              | Lugar                            | Medalla                          | Prueba                           |
| -------------------------------- | -------------------------------- | -------------------------------- | -------------------------------- |
| 2002                             | Oulu (Finlandia)                 | Medalla de oro                   | Individual                       |
| 2002                             | Oulu (Finlandia)                 | Medalla de plata                 | Equipo                           |